# 軒輗
軒輗（？—1464年），字惟行，號靜齋，河南鹿邑縣人，祖籍河南睢縣，明朝政治人物，著名廉官，永樂進士，歷官刑部尚書、左都御史等。與耿九疇齊名。

## 生平
永樂二十二年（1424年）登甲辰科進士，授行人司副。宣德六年（1431年）改御史，巡按福建。正统元年（1436年）巡查浙江，彈劾不稱職官吏四十余人。正統五年（1440年）破格攫升浙江按察使，生活簡樸，政績卓著。天顺元年（1457年）拜刑部尚書，次年迁左都御史。天顺八年（1464年）夏，上疏乞歸，不等朝廷答覆即歸鄉，抵家即卒。

## 評價
《明史》稱其“然清操聞天下，與耿九疇齊名，語廉吏必曰軒、耿。”

## 延伸阅读
[在维基数据编辑]
 《國朝獻徵錄·卷之五十九》，出自焦竑《國朝獻徵錄》
 《明史卷一百五十八》，出自《明史》